# Manzana de relleno

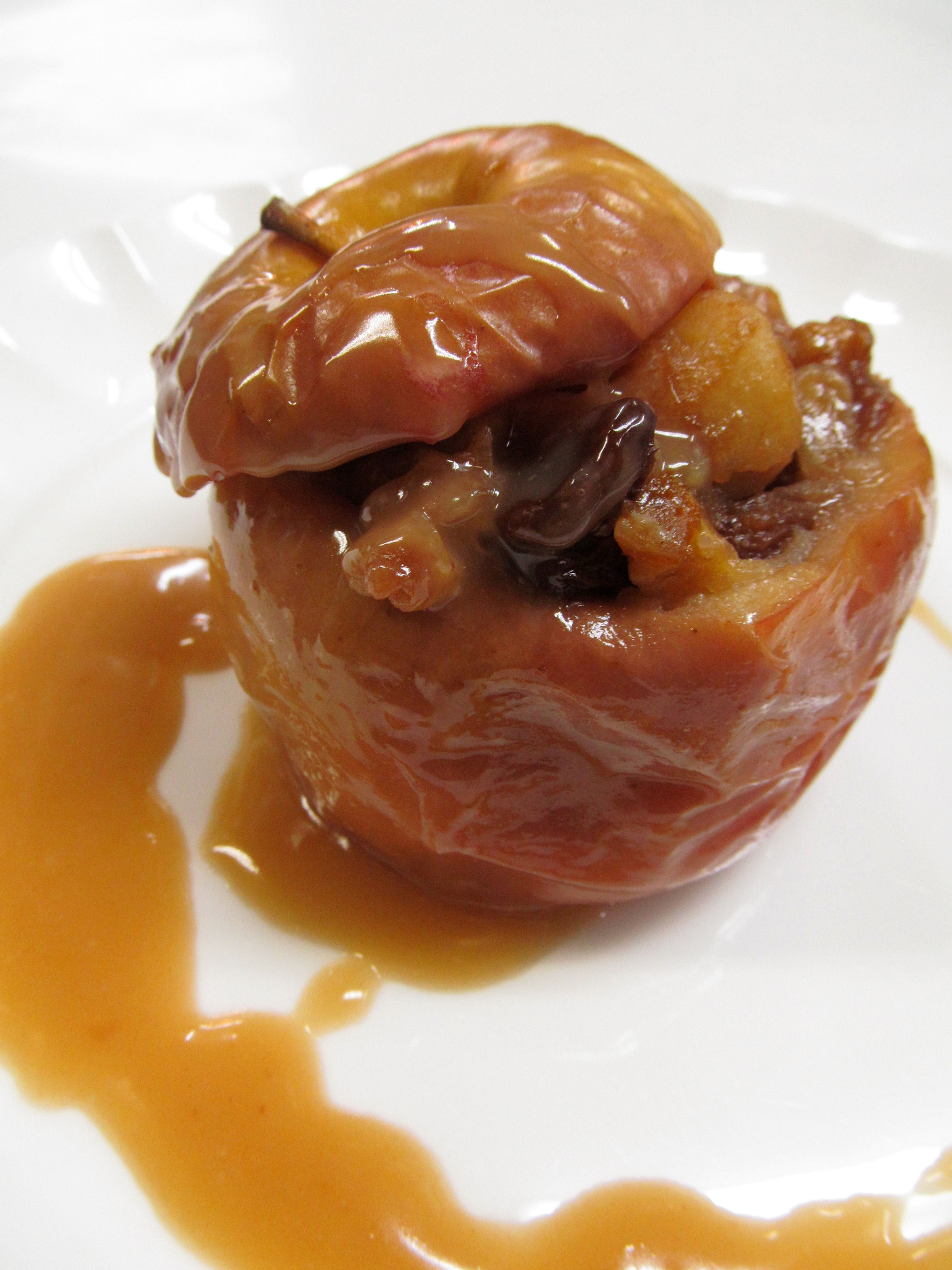
Manzana de relleno

Las manzanas de relleno son unos postres típicos del Ampurdán, de origen medieval, elaboradas con manzana y rellenas de carne. También llamadas manzanas rellenas de carne, manzanas de tapón, manzanas rellenas o bien manzanas "capçades".
También son típicas de las comarcas de la Selva, del Gironés, del Pla de l'Estany, del Maresme (Arenys, Llavaneres, ...), en el Vallés (San Celoni), etc. Las variedades de manzana utilizadas suelen ser la capçana, la verde doncella o bien la reineta de l'Empordà, variedades que aguantan largas cocciones.
Esta receta ya se menciona en un recetario de comienzos del siglo XVIII, Avisos y instrucciones por lo principiant cuiner, del padre Josep Orri. Y el barón de Maldà  hablaba como un plato sumptuós que se podía realizar con otras frutas como por ejemplo peras, manzanas, melocotones o membrillos.
Son típicas las manzanas de relleno de Vilabertran que son adheridas a la Marca de Garantía Productos de l'Empordà. Anualment se celebra una feria a mediados de septiembre en este municipio.